# Рех
Рех (њем. Rech) општина је у њемачкој савезној држави Рајна-Палатинат. Једно је од 74 општинска средишта округа Арвајлер. Према процјени из 2010. у општини је живјело 565 становника. Посједује регионалну шифру (AGS) 7131068.

## Географски и демографски подаци
Рех се налази у савезној држави Рајна-Палатинат у округу Арвајлер. Општина се налази на надморској висини од 284 метра. Површина општине износи 4,7 km². У самом мјесту је, према процјени из 2010. године, живјело 565 становника. Просјечна густина становништва износи 120 становника/km².